# Arundinarieae
Die Arundinarieae sind eine von drei Tribus in der Unterfamilie der Bambusoideae mit verholzenden Bambusarten, die im gemäßigten Klima von Asien, Afrika und Nordamerika vorkommen.

## Beschreibung
Die Vertreter der Tribus bilden meist leptomorphe Rhizome mit gut ausgebildeten Halmbasen. Die Halme verholzen und sind meist hohl. Sie entwickeln sich in zwei Phasen: Anfangs wachsen die Halme von Halmblättern geschützt und unverzweigt zur vollen Länge aus und verholzen in einer zweiten Phase, wobei sich Äste und Laubblätter bilden. Dabei entwickeln sich die Äste basipetal, also zuerst die Äste nahe der Halmspitze. Die Äste werden meist nur aus einer Knospe je Knoten gebildet, Ausnahmen sind die Vertreter der Gattungen Chimonocalamus und Chimonobambusa, die mehrere Knospen bilden. Die Halmblätter sind meist gut ausgebildet und zeigen breite Blattscheiden und gut ausgebildete bis reduzierte Halmblattspreiten. Die Laubblätter haben ein äußeres Blatthäutchen, die Laubblattscheiden sind häufig gefranst oder tragen an der Spitze öhrchenförmige Anhängsel. Die Laubblattspreiten bilden einen stielartigen Ansatz und können abgeworfen werden.
Die Vertreter der Tribus blühen zyklisch nach jeweils mehreren Jahren, wobei ganze Gruppen gleichzeitig blühen, und sie sind hepaxanth, sterben also nach der Blüte ab. Die zusammengesetzten Blütenstände werden in einer Wachstumsperiode gebildet und bestehen aus Ährchen und haben dann keine Tragblätter, oder sie haben mehrere Wachstumsperioden, Scheinährchen (Ährchen mit an der Basis liegenden Knospen, aus dehnen weitere Scheinährchen gebildet werden) und haben dann Tragblätter. Die Ährchen sind zweigeschlichtig und bilden ein bis viele zwittrige Blütchen. Meist werden zwei bis vier, seltener keine oder nur eine Hüllspelze gebildet. Die Deckspelze ist mehrnervig und ähnelt in ihrer Textur den Hüllspelzen. Die Vorspelze ist zweifach gekielt, ebenfalls mehrfach genervt, hat jedoch eine gerade Anzahl an Nerven. Als Früchte werde Karyopse mit linealischem Hilum gebildet.
Die Chromosomenzahl beträgt 2n = 48.

## Systematik und Verbreitung
Die Arundinarieae sind eine der drei Tribus in der Unterfamilie der Bambusoideae. Traditionell wurde die Unterfamilie in zwei Tribus unterteilt, den verholzenden Bambuseae und den krautig wachsenden Olyreae. Phylogenetische Untersuchungen haben gezeigt, dass die Bambuseae in diesem Sinn nicht monophyletisch sind. Die krautig wachsenden Olyreae bilden das Schwestertaxon der tropisch und subtropisch verbreiteten, verholzenden Bambusgattungen. Die in den gemäßigten Klimazonen auftretenden verholzenden Bambusgattungen sind das Schwestertaxon zur Gruppe aus krautig wachsenden und tropischen und subtropischen, verholzenden Bambusgattungen und wurden einer eigenen Tribus Arundinarieae zugeordnet. Als gemeinsames Merkmal der Tribus werden der zeitliche Ablauf der Entwicklung der Äste (basipetal, die Äste erscheinen zuerst an der Spitze des Halms und später an der Basis) und die Chromosomenzahl (2n = 48) angegeben.
Damit ergibt sich innerhalb der Bambusoideae folgendes Kladogramm:
|  | Arundinarieae                                         |
|  |                                                       |
|  | \| \| Bambuseae \| \| \| \| \| \| Olyreae \| \| \| \| |
|  |                                                       |
|  | Bambuseae                                             |
|  |                                                       |
|  | Olyreae                                               |
|  |                                                       |

|  | Bambuseae |
|  |           |
|  | Olyreae   |
|  |           |

Die Gattungen der Tribus wurden traditionell basierend auf dem Vorhandensein von Scheinährchen und der Rhizom-Struktur in drei Untertribus eingeteilt, den Arundinariinae, den Shibateinae und den Thamnocalaminae. Diese Untertribus sind nach phylogenetischen Untersuchungen polyphyletisch und wurden daher aufgegeben. Die Verwandtschaft der Gattungen untereinander ist unklar und muss noch näher untersucht werden.

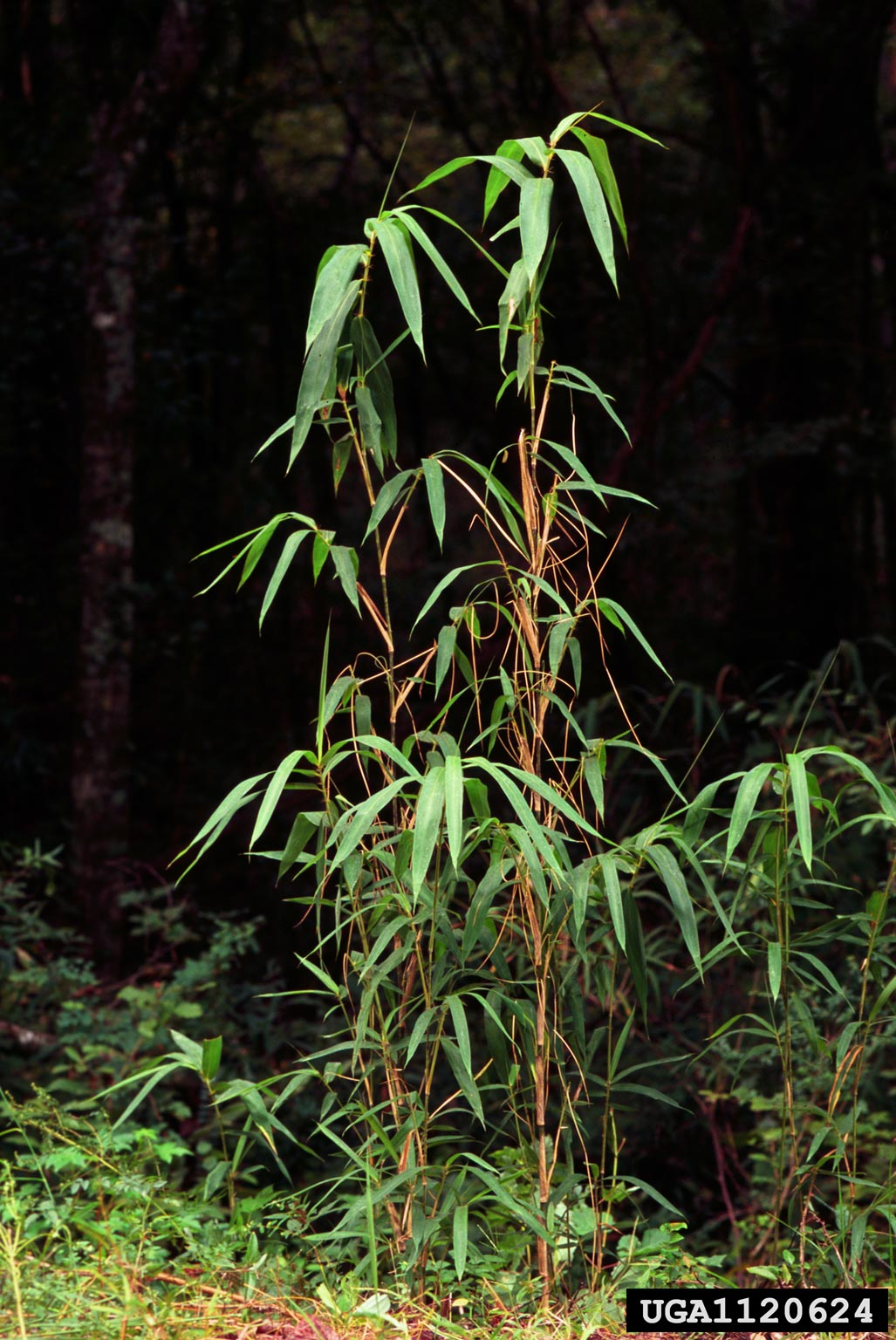
Arundinaria gigantea

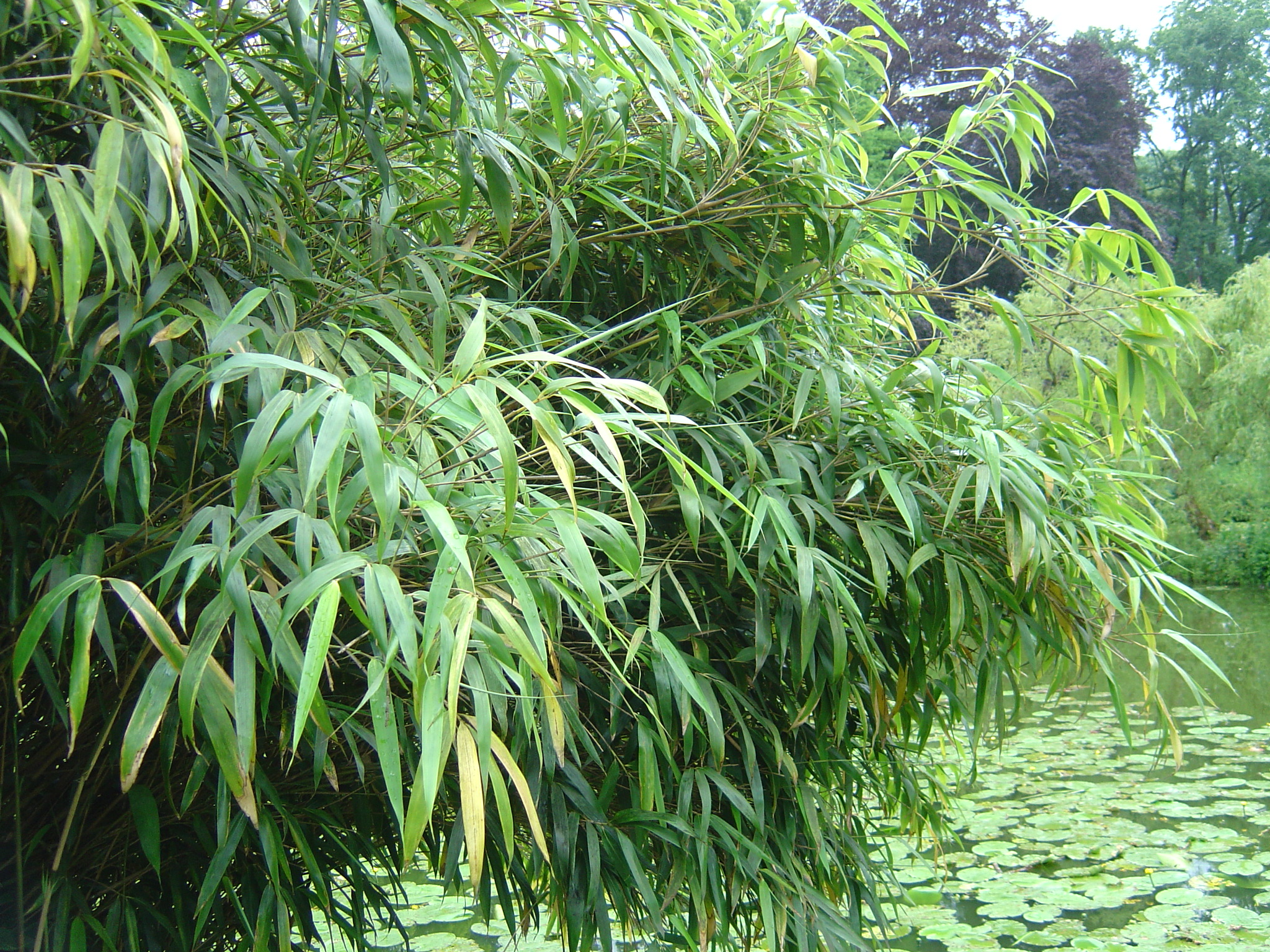
Fargesia nitida

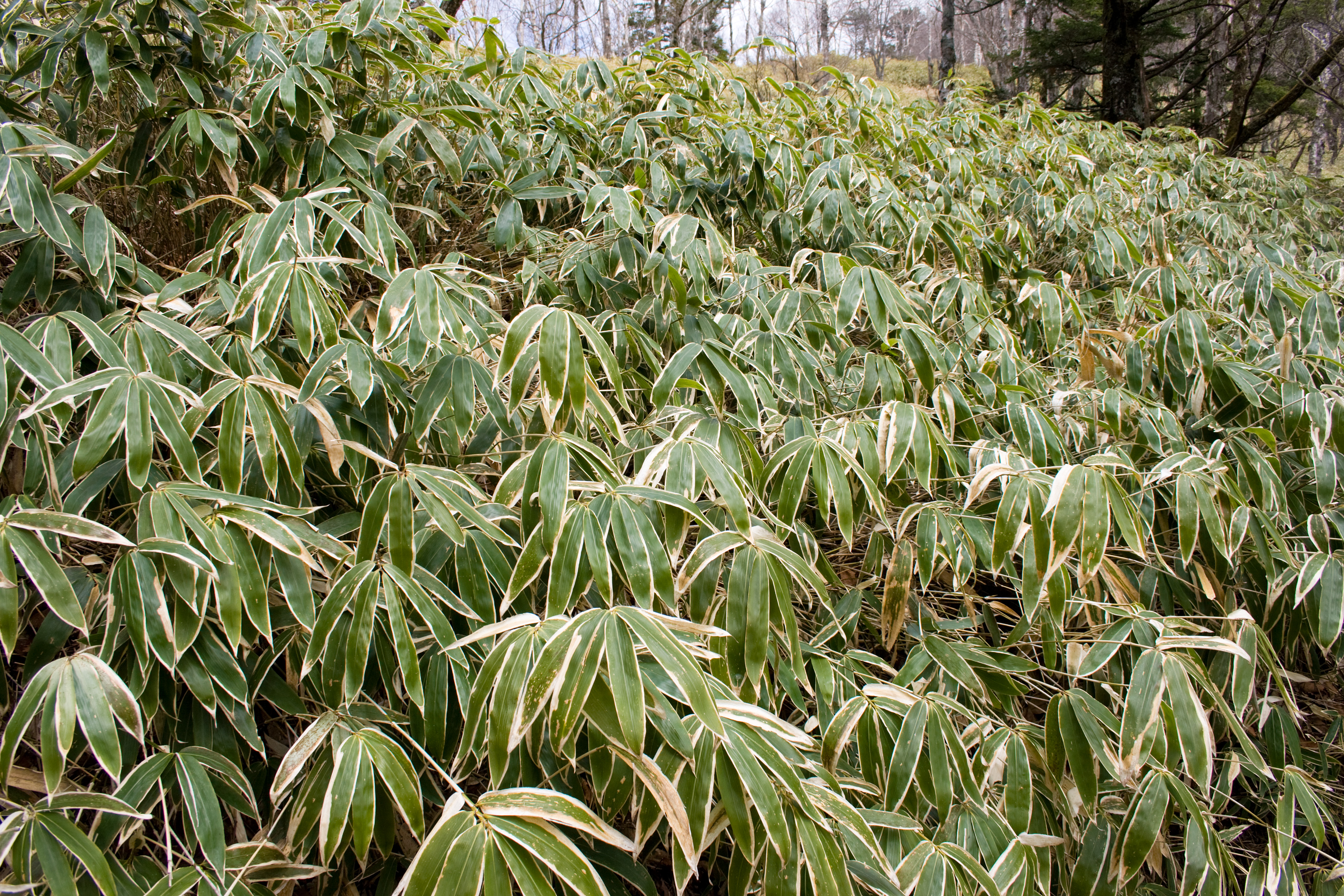
Sasa veitchii

Folgende Gattungen werden der Tribus zugeordnet:
- Acidosasa B.M.Yang (zusammen mit den Arten, die früher zur Gattung Metasasa W.T.LIN gezählt wurden): Die etwa elf Arten sind vom südlichen China bis ins nördliche Vietnam verbreitet.[5]
- Ampelocalamus S.L.Chen T.H.Wen & G.Y.Sheng: Die etwa 13 Arten sind vom Himalaya bis Taiwan verbreitet.[5]
- Arundinaria Michx. (Syn.: Ludolfia Willd. nom. illeg., Macronax Raf. nom. superfl., Miegia Pers. nom. illeg., Triglossum Fisch.): Die nur etwa drei Arten sind in den USA verbreitet.[5] Darunter:
  - Arundinaria gigantea (Walter) Muhl.: Sie kommt in den östlich-zentralen und südöstlichen Vereinigten Staaten vor.[5]
- Bashania P.C.Keng & Yi: Mit sieben Arten[1],[5] darunter:
  - Bashania fargesii (E.G.Camus) Keng f. & T.P.Yi (Syn.: Arundinaria fargesii E.G.Camus)
- Chimonobambusa Makino (mit den Vertretern der Gattung Menstruocalamus T.P.Yi, Oreocalamus Keng und Qiongzhuea Hsueh f. & T.P.Yi): Die etwa 40 Arten sind vom östlichen Himalaja bis China und Indochina, in Taiwan und Japan verbreitet.[5][1]
- Chimonocalamus Hsueh f. & T.P.Yi: Die etwa 16 Arten sind von Indochina bis zum südlichen China und dem östlichen Himalaya verbreitet.[5]
- Drepanostachyum P.C.Ken: Die etwa zehn Arten sind von Indochina bis zum südlichen China und dem östlichen Himalaja verbreitet.[5][1]
- Fargesia Franch. (mit Borinda Stapleton und Sinarundinaria Nakai): Die etwa 90 Arten sind vom östlichen Himalaya bis China und Vietnam verbreitet.[5][1]
- Ferrocalamus Hsueh & Keng f. mit nur einer Art:
  - Ferrocalamus strictus Hsueh & Keng f.: Sie kommt nur in Yunnan vor.[5]
- Gaoligongshania[1] mit einer Art:
  - Gaoligongshania megalothyrsa (Hand.-Mazz.) D.Z.Li Hsueh & N.H.Xia[6]: Sie kommt im nordwestlichen Yunnan vor.[5]
- Gelidocalamus T.H.Wen: Die etwa 13 Arten sind vom südlichen China bis Nansei-shoto und Taiwan verbreitet.[5]
- Himalayacalamus Keng f.: Die etwa neun Arten sind von Tibet bis zum Himalaya und Assam verbreitet.[5]
- Indocalamus Nakai: Die etwa 33 Arten sind von China bis Indochina verbreitet.[5]
- Indosasa McClure: Die etwa 20 Arten sind vom südlichen China bis Indochina verbreitet.[5]
- Oligostachyum Z.P.Wang & G.H.Ye (mit Clavinodium T.H.Wen): Die etwa 15 Arten sind vom südlichen China bis Hainan verbreitet.[5][1]
- ×Phyllosasa Demoly[1] mit
  - ×Phyllosasa tranquillans (Koidz.) Demoly[7] = Phyllostachys nigra var. henonis × Sasa veitchii: Sie kommt im südlichen Honshu vor.[5]
- Phyllostachys Siebold & Zucc.: Die etwa 50 Arten sind vom Himalaya bis China und Taiwan verbreitet.[5]
- Pleioblastus Nakai (mit Nipponocalamus Nakai und Polyanthus C.H.Hu): Die etwa 40[1] Arten sind von China bis Japan und Nansei-shoto verbreitet.[5]
- Pseudosasa Makino ex Nakai: Die etwa 20 Arten sind von Vietnam bis Hainan, China und Japan verbreitet.[5]
- Sasa Makino & Shibata: Die etwa 40[1] Arten sind von China und Hainan bis Korea, Japan und Sachalin verbreitet.[5]
- Sasaella Makino: Mit etwa 11 Arten, die in Japan vorkommen.[5]
- Sasamorpha Nakai: Mit etwa fünf Arten, die vom südlichen China bis Korea und von Sachalin bis Japan vorkommen.[5]
- Semiarundinaria Makino ex Nakai (mit Brachystachyum Keng): Die etwa zehn[1] Arten sind vom südlichen China bis Hainan und Japan verbreitet.[5]
- Shibataea Makino ex Nakai: Die etwa sieben Arten sind vom südwestlichen China bis ins westliche Japan verbreitet.[5]
- Sinobambusa Makino ex Nakai: Die etwa 13 Arten sind vom südlichen China bis Vietnam verbreitet.[5]
- Thamnocalamus Munro: Die seit 2013 nur noch drei Arten sind vom Himalaya bis Tibet verbreitet.[5]
- Yushania Keng f. (mit Burmabambus P.C.Keng, Butania P.C.Keng und Monospatha W.T.Lin[1], zu der von manchen Autoren auch Gaoligongshania D.Z.Li Hsueh & N.H.Xia gerechnet wird): Die etwa 87 Arten sind von Äthiopien bis Sambia, in Madagaskar und von Indien bis China und den Philippinen verbreitet.[5]